# Мартин Богатинов
Мартин Богатинов (мак. Мартин Богатинов; нар. 26 квітня 1986, Кратово) — македонський футболіст, воротар кіпрського клубу «Етнікос» (Ахна) і збірної Північної Македонії.

## Біографія
2005 року почав кар'єру в клубі «Сілекс» з міста Кратово. У команді грав упродовж двох років і зіграв у чемпіонаті Македонії 33 матчі.
Влітку 2007 року перейшов у «Вардар».

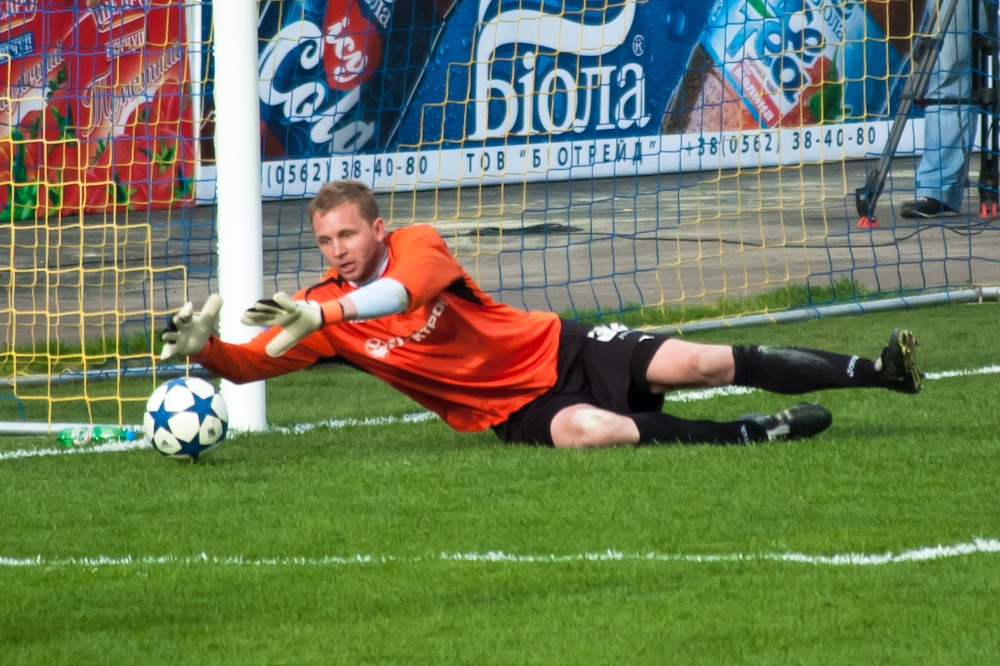
Мартин Богатинов під час виступів за «Карпати». 30 квітня 2011 року.

Влітку 2009 року він перейшов в «Работнічки». 23 липня 2009 дебютував у єврокубках у переможному матчі кваліфікації Ліги Європи проти північноірландського Крузейдерс (4:2). У сезоні 2009/10 «Работнічки» зайняли 2 — е місце в чемпіонаті Македонії, поступившись лише Ренові, в Кубку Македонії команда дійшла до фіналу, де програла «Тетексу» (2:3). Влітку 2010 року зіграв у 5 матчах кваліфікації Ліги Європи, в 3 раунді «Работнічки» програли «Ліверпулю» (4:0 за сумою двох матчів) і вилетіли з турніру. За підсумками 2010 року Мартін Богатінов був названий найкращим гравцем чемпіонату Македонії.
У січні 2011 року з'явилася інформація про те, що Богатінов перейде у львівські «Карпати». Також на нього претендували клуби з Азербайджану та Росії. 23 січня 2011 офіційний сайт «Карпат» підтвердив його перехід в стан команди. Клуб за його трансфер заплатив 150 000 євро. У Прем'єр- лізі України дебютував 6 березня 2011 року в виїзному матчі проти київського Арсеналу (2:2). У сезоні 2010/11 Карпати зайняли 5 місце, що дозволило в наступному сезоні виступати в Лізі Європи. Богатінов провів 8 матчів в яких пропустив 11 м'ячів. 27 травня 2013 виставлений на трансфер. У листопаді 2013 отримав статус «вільного агента» і покинув клуб.
12 січня 2014 року підписав контракт з румунським клубом «Стяуа», з яким став чемпіоном Румунії за підсумками сезону 2013/14. Проте основним воротарем так і не став, тому влітку того ж року розірвав контракт і перейшов в кіпрський «Ерміс» , де провів наступний сезон, після чого став гравцем іншого кіпрського клубу — «Етнікоса» (Ахна).

### Збірна
17 листопада 2010 року дебютував в національній збірній Македонії в товариській грі проти збірної Албанії (0:0). Вперше в офіційній зустрічі зіграв 4 червня 2011 року в рамках відбіркового турніру на чемпіонат Європи 2012 року в домашньому матчі проти збірної Ірландії.

## Цікаві факти
- Знає 5 мов — македонську, сербську, болгарську, англійську, українську. Також вчить грецьку мову[9].